# Anemia adiantifolia
Anemia adiantifolia là một loài dương xỉ trong họ Anemiaceae. Loài này được L. Sw. mô tả khoa học đầu tiên năm 1806.